# Korňa
Korňa je naseljeno mjesto u okrugu Čadca u Žilinskom kraju u Slovačkoj.

## Stanovništvo
| Godina:     | 1993. | 2003.   | 2013.   | 2023.   |
| ----------- | ----- | ------- | ------- | ------- |
| Broj ljudi: | 2322  | 2250    | 2090    | 2025    |
| Razlika:    |       | -3,10 % | -7,11 % | -3,11 % |

| Godina:     | 2022. | 2023.   |
| ----------- | ----- | ------- |
| Broj ljudi: | 1976  | 2025    |
| Razlika:    |       | +2,47 % |

Prema podatcima o broju stanovnika iz 2023. godine naselje je imalo 2025 stanovnika.

## Vanjske poveznice
|  | Zajednički poslužitelj ima još gradiva o temi Korňa |

- Službena stranica naselja (sl.)